# Worcester (Południowa Afryka)
Worcester – miasto w Południowej Afryce, w Prowincji Przylądkowej Zachodniej, na północny wschód od Kapsztadu. W 2001 roku miasto liczyło 66 348 mieszkańców.
74,0% populacji stanowią koloredzi (49 118), 21,7% biali (14 404), 3,6% czarni Afrykańczycy (2360) a pozostałe 0,7% Azjaci (466). Dla 94,4% mieszkańców głównym językiem jest afrikaans.
W mieście rozwinął się przemysł spożywczy oraz włókienniczy.

## Współpraca
Miejscowość partnerska:
- Aalst, Belgia